# Bandora
Bandora là một thị trấn thống kê (census town) của quận North Goa thuộc bang Goa, Ấn Độ.

## Nhân khẩu
Theo điều tra dân số năm 2001 của Ấn Độ, Bandora có dân số 12.264 người. Phái nam chiếm 54% tổng số dân và phái nữ chiếm 46%. Bandora có tỷ lệ 71% biết đọc biết viết, cao hơn tỷ lệ trung bình toàn quốc là 59,5%: tỷ lệ cho phái nam là 77%, và tỷ lệ cho phái nữ là 63%. Tại Bandora, 10% dân số nhỏ hơn 6 tuổi.